# دهستان کمال‌رود
کمال رود دهستانی است از توابع بخش قلقل‌رود شهرستان تویسرکان در استان همدان ایران.

## جمعیت
براساس سرشماری سال ۱۳۹۵ جمعیت آن ۷۳۳۰ نفر (۷۱۵ خانوار) بوده است.